# 張大猷 (嘉靖進士)
張大猷（1527年—1568年），字元敬，號豸巖，廣東廣州番禺縣人，軍籍，明朝政治人物。嘉靖壬子解元、丙辰進士。

## 生平
嘉靖三十一年（1552年）壬子科廣東鄉試第一名舉人。嘉靖三十五年（1556年）中式丙辰科二甲第八名進士。兵部观政，授工部主事，四十二年謫河南郑州同知，四十四年升大名府通判，隆慶元年（1567年）升江西吉安府同知，二年卒。

## 家族
曾祖張源清；祖父張偉；父張世著，贈工部主事；母招氏，封太安人。弟大谟（生员）、要经（武举人）、大化（生员）、大通、大路（生员）、大立、大臨。